# 宮内聡
宮内 聡（みやうち さとし、1959年11月26日 - ）は、東京都出身の元サッカー選手、指導者。

## 略歴
帝京高校時代は攻撃的MFとしてプレー。1976年の第55回全国高等学校サッカー選手権大会で3位になり優秀選手に選出。1977年は早稲田一男、金子久らと共に第56回全国高等学校サッカー選手権大会優勝に貢献し優秀選手に選出された。卒業後の1978年に早稲田、金子と共に日本サッカーリーグ1部の古河電気工業（現ジェフユナイテッド市原・千葉）に入部。同年に日本ユース代表に選出され、1979 FIFAワールドユース選手権のメンバーに選ばれたが、試合出場機会は与えられなかった。
所属する古河電工では2年目の1979年からスタメンに定着しリーグ戦第4節の東洋工業（現サンフレッチェ広島F.C）戦で初得点を記録したが古河での練習中に右膝半月板を損傷。手術とリハビリに数年間を費やし、復帰後も後遺症に悩まされるなど、右膝の怪我は宮内の選手生命を左右する物となった。
1983年に2度目の手術から復帰を果たすと守備的MFに転向。それまでの攻撃を組み立てる側から、体を張った守備やタックルで相手の攻撃の芽を摘み取る側へと代わったが、このポジションで才能を開花。1985年には11シーズンぶり2回目となるリーグ優勝。翌年にはアジアクラブ選手権1986の優勝に貢献した。
日本代表としては、1984年9月20日の韓国戦でデビュー。この試合で評価を受けた宮内は森孝慈監督の下で代表メンバーに定着し、翌1985年に行われた1986 FIFAワールドカップ・アジア予選では西村昭宏と共に中盤の守備を担い、最終予選進出に貢献した。また、1986年アジア競技大会、1987年のソウルオリンピック予選など国際Aマッチ20試合に出場した。
しかしながら、10年間で6度に渡った手術後も怪我は完治せず、1987-88シーズンを最後に28歳で現役を引退した。
現役引退後の1988年に奥寺康彦が主催したサッカー教室のアシスタントコーチに就任。翌1989年からはこの年から始まった日本女子サッカーリーグ所属のプリマハムFC監督に就任し、10年近くに渡って同クラブの監督を務め女子サッカーの普及にも尽力、1997年から1999年まで日本女子代表の監督を務めた。
2000年から東京都にある成立学園高校サッカー部総監督に就任し全国高校サッカー選手権大会出場に導いている。
2020年、ASエルフェン埼玉の代表取締役会長に就任。
またサッカー解説者としてもスカイパーフェクTV!のサッカー中継（主にイタリアセリエA、UEFAチャンピオンズリーグ）を中心に出演している。

## 所属クラブ
- 目黒区立目黒第五中学校
- 帝京高校
- 1978年 - 1988年 古河電工

## 個人成績
| 国内大会個人成績 | 国内大会個人成績 | 国内大会個人成績 | 国内大会個人成績 | 国内大会個人成績 | 国内大会個人成績 | 国内大会個人成績 | 国内大会個人成績 | 国内大会個人成績 | 国内大会個人成績 | 国内大会個人成績 | 国内大会個人成績 |
| 年度             | クラブ           | 背番号           | リーグ           | リーグ戦         | リーグ戦         | リーグ杯         | リーグ杯         | オープン杯       | オープン杯       | 期間通算         | 期間通算         |
| 年度             | クラブ           | 背番号           | リーグ           | 出場             | 得点             | 出場             | 得点             | 出場             | 得点             | 出場             | 得点             |
| 日本             | 日本             | 日本             | 日本             | リーグ戦         | リーグ戦         | JSL杯            | JSL杯            | 天皇杯           | 天皇杯           | 期間通算         | 期間通算         |
| ---------------- | ---------------- | ---------------- | ---------------- | ---------------- | ---------------- | ---------------- | ---------------- | ---------------- | ---------------- | ---------------- | ---------------- |
| 1978             | 古河             | 22               | JSL1部           | 1                | 0                |                  |                  |                  |                  |                  |                  |
| 1979             | 古河             | 22               | JSL1部           | 10               | 1                | 0                | 0                | 2                | 0                | 12               | 1                |
| 1980             | 古河             | 15               | JSL1部           | 3                | 1                | 1                | 0                |                  |                  |                  |                  |
| 1981             | 古河             | 15               | JSL1部           | 3                | 0                | 1                | 0                | 0                | 0                | 4                | 0                |
| 1982             | 古河             | 15               | JSL1部           | 4                | 1                | 1                | 0                | 3                | 0                | 8                | 1                |
| 1983             | 古河             | 15               | JSL1部           | 16               | 2                | 1                | 0                | 1                | 1                | 18               | 3                |
| 1984             | 古河             | 8                | JSL1部           | 18               | 1                | 3                | 0                | 5                | 0                | 26               | 1                |
| 1985             | 古河             | 8                | JSL1部           | 21               | 0                | 0                | 0                | 2                | 0                | 23               | 0                |
| 1986-87          | 古河             | 8                | JSL1部           | 18               | 0                | 5                | 2                | ※                | ※                | 23               | 2                |
| 1987-88          | 古河             | 8                | JSL1部           | 20               | 0                | 2                | 0                | 3                | 0                | 25               | 0                |
| 通算             | 日本             | 日本             | JSL1部           | 114              | 6                |                  |                  |                  |                  |                  |                  |
| 総通算           | 総通算           | 総通算           | 総通算           | 114              | 6                |                  |                  |                  |                  |                  |                  |

※1986年度の天皇杯は、古河電工がアジアクラブ選手権1986-87出場のため辞退

・JSL東西対抗戦　出場1回（1987年）

## 表彰
- 1976年 第55回全国高等学校サッカー選手権大会優秀選手
- 1977年 第56回全国高等学校サッカー選手権大会優秀選手
- 1985年 日本サッカーリーグ (JSL) ベストイレブン
- 1986年 JSLベストイレブン

## 代表歴

### 出場大会
- 1979 FIFAワールドユース選手権
- 1986 FIFAワールドカップ・アジア予選
- 1986年アジア競技大会
- 1988年ソウルオリンピックのサッカー競技予選

### 試合数
- 国際Aマッチ 20試合 0得点(1984-1987)

| 日本代表 | 国際Aマッチ | 国際Aマッチ | その他 | その他 | 期間通算 | 期間通算 |
| 年       | 出場        | 得点        | 出場   | 得点   | 出場     | 得点     |
| -------- | ----------- | ----------- | ------ | ------ | -------- | -------- |
| 1984     | 1           | 0           | 0      | 0      | 1        | 0        |
| 1985     | 8           | 0           | 7      | 0      | 15       | 0        |
| 1986     | 6           | 0           | 5      | 0      | 11       | 0        |
| 1987     | 5           | 0           | 4      | 0      | 9        | 0        |
| 通算     | 20          | 0           | 16     | 0      | 26       | 0        |

### 出場
| No. | 開催日         | 開催都市         | スタジアム                         | 対戦相手       | 結果       | 監督     | 大会               |
| --- | -------------- | ---------------- | ---------------------------------- | -------------- | ---------- | -------- | ------------------ |
| 1.  | 1984年09月30日 | ソウル           |                                    | 韓国           | ○2-1       | 森孝慈   | 日韓定期戦         |
| 2.  | 1985年02月23日 | シンガポール     |                                    | シンガポール   | ○3-1       | 森孝慈   | ワールドカップ予選 |
| 3.  | 1985年03月21日 | 東京都           | 国立霞ヶ丘競技場陸上競技場         | 北朝鮮         | ○1-0       | 森孝慈   | ワールドカップ予選 |
| 4.  | 1985年04月30日 | 平壌             |                                    | 北朝鮮         | △0-0       | 森孝慈   | ワールドカップ予選 |
| 5.  | 1985年06月04日 | 愛知県           | 名古屋市瑞穂公園陸上競技場         | マレーシア     | ○3-0       | 森孝慈   | キリンカップ       |
| 6.  | 1985年08月11日 | 愛知県           | 神戸総合運動公園ユニバー記念競技場 | 香港           | ○3-0       | 森孝慈   | ワールドカップ予選 |
| 7.  | 1985年09月22日 | 香港             |                                    | 香港           | ○2-1       | 森孝慈   | ワールドカップ予選 |
| 8.  | 1985年10月26日 | 東京都           | 国立霞ヶ丘競技場陸上競技場         | 韓国           | ●1-2       | 森孝慈   | ワールドカップ予選 |
| 9.  | 1985年11月03日 | ソウル           |                                    | 韓国           | ●0-1       | 森孝慈   | ワールドカップ予選 |
| 10. | 1986年07月25日 | クアラルンプール |                                    | シリア         | ○2-1       | 石井義信 | ムルデカ大会       |
| 11. | 1986年08月01日 | クアラルンプール |                                    | マレーシア     | ●1-2(延長) | 石井義信 | ムルデカ大会       |
| 12. | 1986年09月20日 | 大田             |                                    | ネパール       | ○5-0       | 石井義信 | アジア大会         |
| 13. | 1986年09月22日 | 大田             |                                    | イラン         | ●0-2       | 石井義信 | アジア大会         |
| 14. | 1986年09月24日 | 大田             |                                    | クウェート     | ●0-2       | 石井義信 | アジア大会         |
| 15. | 1986年09月28日 | 大田             |                                    | バングラデシュ | ○4-0       | 石井義信 | アジア大会         |
| 16. | 1987年04月08日 | 東京都           | 国立霞ヶ丘競技場陸上競技場         | インドネシア   | ○3-0       | 石井義信 | オリンピック予選   |
| 17. | 1987年04月12日 | 東京都           | 国立霞ヶ丘競技場陸上競技場         | シンガポール   | ○1-0       | 石井義信 | オリンピック予選   |
| 18. | 1987年06月14日 | シンガポール     |                                    | シンガポール   | ○1-0       | 石井義信 | オリンピック予選   |
| 19. | 1987年06月26日 | インドネシア     |                                    | インドネシア   | ○2-1       | 石井義信 | オリンピック予選   |
| 20. | 1987年09月18日 | 東京都           | 国立霞ヶ丘競技場陸上競技場         | ネパール       | ○9-0       | 石井義信 | オリンピック予選   |

## 指導歴
- 1988年 奥寺康彦サッカー教室　アシスタントコーチ
- 1989年 - 1998年 プリマハムFC 監督
- 1995年 - 1996年  日本女子代表 コーチ
- 1997年 - 1999年  日本女子代表 監督
- 2000年 - 2020年 成立学園高校サッカー部 総監督

## 監督成績
| 年度 | 所属 | クラブ     | リーグ戦 | リーグ戦 | リーグ戦 | リーグ戦 | リーグ戦 | リーグ戦 | カップ戦  | カップ戦 |
| 年度 | 所属 | クラブ     | 順位     | 試合     | 勝点     | 勝利     | 引分     | 敗戦     | Lリーグ杯 | 皇后杯   |
| ---- | ---- | ---------- | -------- | -------- | -------- | -------- | -------- | -------- | --------- | -------- |
| 1989 | JLSL | プリマハム | 6位      | 10       | 3        | 0        | 3        | 4        | -         | ベスト8  |
| 1990 | JLSL | プリマハム | 3位      | 15       | 15       | 5        | 5        | 5        | -         | ベスト4  |
| 1991 | JLSL | プリマハム | 3位      | 18       | 28       | 13       | 2        | 3        | -         | ベスト4  |
| 1992 | JLSL | プリマハム | 5位      | 18       | 22       | 9        | 4        | 5        | -         | ベスト4  |
| 1993 | JLSL | プリマハム | 6位      | 18       | -        | 10       | -        | 8        | -         | 準優勝   |
| 1994 | L    | プリマハム | 3位      | 18       | -        | 12       | -        | 6        | -         | 優勝     |
| 1995 | L    | プリマハム | 優勝     | 18       | -        | 18       | -        | 0        | -         | ベスト4  |
| 1996 | L    | プリマハム | 準優勝   | 18       | -        | 16       | -        | 2        | 準優勝    | ベスト4  |
| 1997 | L    | プリマハム | 3位      | 18       | -        | 15       | -        | 3        | 優勝      | 準優勝   |